# Dendrolobium thorelii
Dendrolobium thorelii är en ärtväxtart som först beskrevs av François Gagnepain, och fick sitt nu gällande namn av Anton Karl Schindler. Dendrolobium thorelii ingår i släktet Dendrolobium och familjen ärtväxter. Inga underarter finns listade i Catalogue of Life.